# Bộ Yến
Bộ Yến (danh pháp khoa học: Apodiformes) là một bộ chim theo truyền thống bao gồm 3 họ: họ Yến (Apodidae), họ Yến mào (Hemiprocnidae) và họ Chim ruồi (Trochilidae). Trong phân loại Sibley-Ahlquist, bộ này được nâng cấp lên thành siêu bộ Apodimorphae, trong đó nhóm các loài chim ruồi được tách ra như một bộ riêng biệt, gọi là Trochiliformes, nhưng tại đây thì miêu tả truyền thống được tuân theo. Với 124 chi và 478 loài còn sinh tồn đã được nhận dạng cho tới nay, bộ này là bộ chim đa dạng thứ hai, chỉ sau bộ Sẻ (Passeriformes).

## Lịch sử tên gọi
Tên gọi khoa học cho bộ này có một lịch sử phức tạp. Nếu xét về độ ưu tiên thì tên gọi Trochiliformes phải được sử dụng do nó xuất phát từ Wagler, 1830 (như là phân bộ Trochili). Tuy nhiên, sử dụng hiện nay cho bộ này lại là Apodiformes. Trong một thời gian dài, các tên gọi dựa theo Cypselus Illiger, 1811 từng được sử dụng, nhưng nó chỉ là tên đồng nghĩa muộn của Apus Scopoli, 1777, từ đó mà có Apodiformes. Đối với các họ, tên gọi đã cập nhật cũng duy trì độ ưu tiên như vậy, giống như tên gọi gốc, có nguồn gốc từ Huxley, 1867 như là Cypselomorphae. Điều này giải thích tại sao lại có (1867) trong tác giả danh pháp. Tuy thế, năm 1830 vẫn trước năm 1867. Trong trường hợp này ICZN đánh giá tính ổn định cao hơn so với độ ưu tiên và vì thế sử dụng Apodiformes chứ không phải Trochiliformes.

## Đặc trưng
Như tên gọi khoa học của nó (nghĩa là "không chân") gợi ý, các chân của chúng nhỏ và chỉ có các chức năng hạn chế ngoài việc hỗ trợ việc đậu trên cây. Các chân của chúng được phủ bằng lớp da trần chứ không phải bằng vảy như ở các nhóm chim khác. Đặc trưng chia sẻ khác là các cánh dài hình lưỡi liềm với các xương cánh to và ngắn. Sự tiến hóa các đặc trưng này của cánh làm cho các dạng chim trong bộ Yến có cánh lý tưởng cho việc bay lơ lửng .
Chim ruồi, yến và yến mào cũng chia sẻ các đặc trưng giải phẫu tương tự khác. Chúng cũng có các tương đồng (đáng chú ý là hộp sọ) với các họ hàng gần gũi nhất (có thể) còn sinh tồn là cú muỗi châu Đại Dương (bộ Aegotheliformes). Nhóm cú muỗi châu Đại Dương dường như tiến hóa hội tụ với bộ Cú muỗi (Caprimulgiformes), nhưng có quan hệ họ hàng gần gũi nhất với Apodiformes, và chúng cùng nhau kết hợp để tạo thành nhánh tiến hóa gọi là Cypselomorphae (Strisores).

## Lịch sử tiến hóa
Bộ Apodiformes đã tiến hóa tại Bắc bán cầu. Eocypselus, chi nguyên thủy được biết đến từ Hậu Paleocen hay Tiền Eocen ở miền bắc-trung châu Âu, là hơi khó để gán vị trí; Dyke et al. (2004) coi nó là dạng yến mào nguyên thủy, nhưng phần lớn các nhà nghiên cứu khác lại tin rằng hiện tại chi này không thể gán vào bộ Apodiformes hay bộ Caprimulgiformes mà không bị nghi vấn. Chi Primapus thời kỳ Tiền Eocen, tìm thấy ở Anh, là tương tự như cả yến nguyên thủy lẫn chim họ Aegialornithidae, là dạng chim trong một số khía cạnh là trung gian giữa chim dạng yến và chim dạng cú muỗi châu Đại Dương. Các dạng yến hóa thạch được biết là tồn tại từ thời gian này ở châu Âu, và chim họ Aegialornithidae rất có thể cũng tồn tại ở Bắc Mỹ.
Vào Hậu Eocen (khoảng 35 Ma), chim ruồi nguyên thủy đã bắt đầu rẽ ra từ họ Jungornithidae có quan hệ họ hàng. Các hóa thạch của chi Parargornis Trung Eocen (Messel, Đức) và chi Argornis Hậu Eocen, được tìm thấy ở khu vực phía nam của Nga ngày nay, thuộc về dòng dõi này. Chi Cypselavus (Hậu Eocen – Tiền Oligocen ở Quercy, Pháp) hoặc là dạng yến mào nguyên thủy hoặc là thuộc họ Aegialornithidae.
Vị trí của họ Aegialornithidae là hoàn toàn không rõ ràng. Các phân tích khác nhau đặt chúng đủ gần với bộ Apodiformes để có thể gộp vào nó như ở đây, hoặc vào trong dòng dõi duy nhất chứa cú muỗi châu Đại Dương trong nhánh tiến hóa Cypselomorphae.

## Phân loại
BỘ APODIFORMES nghĩa hẹp (sensu stricto)
- Họ †Aegialornithidae
  - Chi †Primapus
  - Chi †Aegialornis
- Phân bộ Apodi
  - Chi †Procypseloides
  - Chi †Laputavis
  - Chi †Scaniacypselus
  - Họ †Eocypselidae
    - Chi †Eocypselus

  - Họ Hemiprocnidae – yến mào, yến cây
  - Họ Apodidae – yến
- Phân bộ Trochili
  - Chi †Palescyvus
  - Họ †Cypselavidae
    - Chi †Argornis
    - Chi †Cypselavus
    - Chi †Parargornis[8]

  - Họ †Jungornithidae
    - Chi †Jungornis

  - Họ Trochilidae – chim ruồi

## Phát sinh chủng loài
Cây phát sinh chủng loài vẽ theo Prum R.O. et al. (2015). Nếu cây phát sinh chủng loài này là phù hợp thì bộ Cú muỗi như định nghĩa truyền thống (bao gồm các họ Caprimulgidae, Nyctibiidae, Podargidae, Steatornithidae và Aegothelidae) là cận ngành trong tương quan với bộ Yến.

|  | Steatornithidae (chim dầu) |
|  |                            |
|  | Nyctibiidae (chim potoo)   |
|  |                            |

|  | \| \| Hemiprocnidae (yến mào) \| \| \| \| \| \| Apodidae (yến) \| \| \| \| |
|  |                                                                            |
|  | Trochilidae (chim ruồi)                                                    |
|  |                                                                            |
|  | Hemiprocnidae (yến mào)                                                    |
|  |                                                                            |
|  | Apodidae (yến)                                                             |
|  |                                                                            |

|  | Hemiprocnidae (yến mào) |
|  |                         |
|  | Apodidae (yến)          |
|  |                         |

|  | \| \| Hemiprocnidae (yến mào) \| \| \| \| \| \| Apodidae (yến) \| \| \| \| |
|  |                                                                            |
|  | Trochilidae (chim ruồi)                                                    |
|  |                                                                            |
|  | Hemiprocnidae (yến mào)                                                    |
|  |                                                                            |
|  | Apodidae (yến)                                                             |
|  |                                                                            |

|  | Hemiprocnidae (yến mào) |
|  |                         |
|  | Apodidae (yến)          |
|  |                         |

|  | \| \| Hemiprocnidae (yến mào) \| \| \| \| \| \| Apodidae (yến) \| \| \| \| |
|  |                                                                            |
|  | Trochilidae (chim ruồi)                                                    |
|  |                                                                            |
|  | Hemiprocnidae (yến mào)                                                    |
|  |                                                                            |
|  | Apodidae (yến)                                                             |
|  |                                                                            |

|  | Hemiprocnidae (yến mào) |
|  |                         |
|  | Apodidae (yến)          |
|  |                         |

|  | \| \| Hemiprocnidae (yến mào) \| \| \| \| \| \| Apodidae (yến) \| \| \| \| |
|  |                                                                            |
|  | Trochilidae (chim ruồi)                                                    |
|  |                                                                            |
|  | Hemiprocnidae (yến mào)                                                    |
|  |                                                                            |
|  | Apodidae (yến)                                                             |
|  |                                                                            |

|  | Hemiprocnidae (yến mào) |
|  |                         |
|  | Apodidae (yến)          |
|  |                         |

|  | Steatornithidae (chim dầu) |
|  |                            |
|  | Nyctibiidae (chim potoo)   |
|  |                            |

|  | \| \| Hemiprocnidae (yến mào) \| \| \| \| \| \| Apodidae (yến) \| \| \| \| |
|  |                                                                            |
|  | Trochilidae (chim ruồi)                                                    |
|  |                                                                            |
|  | Hemiprocnidae (yến mào)                                                    |
|  |                                                                            |
|  | Apodidae (yến)                                                             |
|  |                                                                            |

|  | Hemiprocnidae (yến mào) |
|  |                         |
|  | Apodidae (yến)          |
|  |                         |

|  | \| \| Hemiprocnidae (yến mào) \| \| \| \| \| \| Apodidae (yến) \| \| \| \| |
|  |                                                                            |
|  | Trochilidae (chim ruồi)                                                    |
|  |                                                                            |
|  | Hemiprocnidae (yến mào)                                                    |
|  |                                                                            |
|  | Apodidae (yến)                                                             |
|  |                                                                            |

|  | Hemiprocnidae (yến mào) |
|  |                         |
|  | Apodidae (yến)          |
|  |                         |

|  | \| \| Hemiprocnidae (yến mào) \| \| \| \| \| \| Apodidae (yến) \| \| \| \| |
|  |                                                                            |
|  | Trochilidae (chim ruồi)                                                    |
|  |                                                                            |
|  | Hemiprocnidae (yến mào)                                                    |
|  |                                                                            |
|  | Apodidae (yến)                                                             |
|  |                                                                            |

|  | Hemiprocnidae (yến mào) |
|  |                         |
|  | Apodidae (yến)          |
|  |                         |

|  | \| \| Hemiprocnidae (yến mào) \| \| \| \| \| \| Apodidae (yến) \| \| \| \| |
|  |                                                                            |
|  | Trochilidae (chim ruồi)                                                    |
|  |                                                                            |
|  | Hemiprocnidae (yến mào)                                                    |
|  |                                                                            |
|  | Apodidae (yến)                                                             |
|  |                                                                            |

|  | Hemiprocnidae (yến mào) |
|  |                         |
|  | Apodidae (yến)          |
|  |                         |

|  | Steatornithidae (chim dầu) |
|  |                            |
|  | Nyctibiidae (chim potoo)   |
|  |                            |

|  | \| \| Hemiprocnidae (yến mào) \| \| \| \| \| \| Apodidae (yến) \| \| \| \| |
|  |                                                                            |
|  | Trochilidae (chim ruồi)                                                    |
|  |                                                                            |
|  | Hemiprocnidae (yến mào)                                                    |
|  |                                                                            |
|  | Apodidae (yến)                                                             |
|  |                                                                            |

|  | Hemiprocnidae (yến mào) |
|  |                         |
|  | Apodidae (yến)          |
|  |                         |

|  | \| \| Hemiprocnidae (yến mào) \| \| \| \| \| \| Apodidae (yến) \| \| \| \| |
|  |                                                                            |
|  | Trochilidae (chim ruồi)                                                    |
|  |                                                                            |
|  | Hemiprocnidae (yến mào)                                                    |
|  |                                                                            |
|  | Apodidae (yến)                                                             |
|  |                                                                            |

|  | Hemiprocnidae (yến mào) |
|  |                         |
|  | Apodidae (yến)          |
|  |                         |

|  | \| \| Hemiprocnidae (yến mào) \| \| \| \| \| \| Apodidae (yến) \| \| \| \| |
|  |                                                                            |
|  | Trochilidae (chim ruồi)                                                    |
|  |                                                                            |
|  | Hemiprocnidae (yến mào)                                                    |
|  |                                                                            |
|  | Apodidae (yến)                                                             |
|  |                                                                            |

|  | Hemiprocnidae (yến mào) |
|  |                         |
|  | Apodidae (yến)          |
|  |                         |

|  | \| \| Hemiprocnidae (yến mào) \| \| \| \| \| \| Apodidae (yến) \| \| \| \| |
|  |                                                                            |
|  | Trochilidae (chim ruồi)                                                    |
|  |                                                                            |
|  | Hemiprocnidae (yến mào)                                                    |
|  |                                                                            |
|  | Apodidae (yến)                                                             |
|  |                                                                            |

|  | Hemiprocnidae (yến mào) |
|  |                         |
|  | Apodidae (yến)          |
|  |                         |

|  | Steatornithidae (chim dầu) |
|  |                            |
|  | Nyctibiidae (chim potoo)   |
|  |                            |

|  | \| \| Hemiprocnidae (yến mào) \| \| \| \| \| \| Apodidae (yến) \| \| \| \| |
|  |                                                                            |
|  | Trochilidae (chim ruồi)                                                    |
|  |                                                                            |
|  | Hemiprocnidae (yến mào)                                                    |
|  |                                                                            |
|  | Apodidae (yến)                                                             |
|  |                                                                            |

|  | Hemiprocnidae (yến mào) |
|  |                         |
|  | Apodidae (yến)          |
|  |                         |

|  | \| \| Hemiprocnidae (yến mào) \| \| \| \| \| \| Apodidae (yến) \| \| \| \| |
|  |                                                                            |
|  | Trochilidae (chim ruồi)                                                    |
|  |                                                                            |
|  | Hemiprocnidae (yến mào)                                                    |
|  |                                                                            |
|  | Apodidae (yến)                                                             |
|  |                                                                            |

|  | Hemiprocnidae (yến mào) |
|  |                         |
|  | Apodidae (yến)          |
|  |                         |

|  | \| \| Hemiprocnidae (yến mào) \| \| \| \| \| \| Apodidae (yến) \| \| \| \| |
|  |                                                                            |
|  | Trochilidae (chim ruồi)                                                    |
|  |                                                                            |
|  | Hemiprocnidae (yến mào)                                                    |
|  |                                                                            |
|  | Apodidae (yến)                                                             |
|  |                                                                            |

|  | Hemiprocnidae (yến mào) |
|  |                         |
|  | Apodidae (yến)          |
|  |                         |

|  | \| \| Hemiprocnidae (yến mào) \| \| \| \| \| \| Apodidae (yến) \| \| \| \| |
|  |                                                                            |
|  | Trochilidae (chim ruồi)                                                    |
|  |                                                                            |
|  | Hemiprocnidae (yến mào)                                                    |
|  |                                                                            |
|  | Apodidae (yến)                                                             |
|  |                                                                            |

|  | Hemiprocnidae (yến mào) |
|  |                         |
|  | Apodidae (yến)          |
|  |                         |